# Ecolàlia
Ecolàlia (també coneguda com a ecofràsia) es defineix com la repetició de la parla no sol·licitada realitzada per una altra persona (si ho fa la mateixa persona es diu palilàlia). En la seva forma profunda és automàtica i sense esforç. És una dels ecofenomens, molt relacionada amb l'ecopràxia (repetició automàtica de moviments realitzats per una altra persona); totes dues són «subconjunts de comportament imitatiu» en què s'imiten els sons o les accions «sense consciència explícita». L'ecolàlia pot ser una reacció immediata a un estímul o pot aparèixer més tard.
La paraula «ecolàlia» deriva del grec ἠχώ (eco, «repetir»), i λαλιά (laliá, «parla»; d'origen onomatopeic del verb λαλέω (laléo), que significa «parlar»).

## Senyals i símptomes
L'ecolàlia es pot categoritzar com a «immediata» (que es produeix immediatament després de l'estímul) versus «retardada» (un temps després de l'aparició d'un estímul):
- L'ecolàlia immediata resulta de la ràpida recuperació d'informació de la memòria a curt termini i el «processament lingüístic superficial».[5] Una presentació pediàtrica típica d'ecolalia immediata podria ser la següent: es pregunta a un nen «Vols sopar?»; el nen contesta «Vols sopar?», seguit d'una pausa, i després respon, «Sí. Què hi ha per sopar?»[6]

- En l'ecolalia retardada, el pacient repeteix paraules, frases o frases múltiples després d'un retard que pot ser en qualsevol moment, després d'unes hores o anys més tard.

L'ecolàlia immediata pot indicar que existeix un trastorn del desenvolupament, però això no és necessàriament el cas; de vegades, l'ecolàlia es pot observar quan un individu fa una repetició de la declaració per indicar que està considerant una resposta i escoltar per complet la declaració original.
Els investigadors van observar les repeticions diàries d'un autista de sis anys per examinar les diferències entre els desencadenants de l'ecolàlia retardada versus la immediata. Els investigadors van distingir repeticions immediates pel context seqüencial en què es produeixen; després de les correccions, després de les directives o en posicions seqüencials indistingibles. Les repeticions retardades es distingeixen sobre la base de la propietat: auto-repeticions, altres-repeticions i repeticions impersonals. Els resultats van mostrar que gairebé totes les repeticions immediates produïdes pel nen de sis anys es van trobar en contexts seqüencials, mentre que les repeticions retardades també es van produir en la base de la propietat.
Encara que l'ecolàlia pot ser una alteració, els símptomes poden implicar una gran selecció de significats i conductes subjacents a tot i dins dels subjectes. L'«ecolàlia mitigada» es refereix a una repetició en què l'estímul original es modifica de manera alterna, i l'«ecolàlia ambiental» es refereix a la repetició (generalment en individus amb demència) d'estímuls mediambientals, com un programa de televisió en segon pla:
- Alguns exemples d'ecolàlia mitigada són canvis de pronom o correccions de sintaxi. El primer cas es pot veure en l'exemple de preguntar al pacient «On es dirigeix?» i amb el pacient responent «On aniré?». El segon cas es pot veure quan el metge pregunta «On vaig?» i el pacient respon «On puc anar?» En l'ecolàlia mitigada, s'està produint un processament del llenguatge. L'ecolàlia mitigada es pot veure en la dispràxia i l'afàsia de la parla.[8]

- L'informe d'un cas japonès descriu un estudiant universitari de 20 anys que va ingressar a l'hospital queixant-se de mal de cap i meningitis; no obstant això, també va exhibir signes d'ecolalia ambiental.[9] Els investigadors van afirmar que la repetició del jove pacient es produïa aproximadament al mateix temps que la seva freqüència de veu normal. El pacient no només va repetir paraules que havia sentit una darrere l'altra. El pacient va informar que la seva ecolàlia ambiental semblava ser aleatòria però que va aparèixer quan estava distret. També era conscient de la seva ecolàlia, però va dir que no podia aturar les repeticions.[9]

## Trastorns associats
L'ecolàlia pot ser un indicador dels trastorns de la comunicació en l'autisme, però no és ni únic ni sinònim de síndrome. L'ecofenomen (particularment l'ecolàlia i l'ecopràxia) van definir les característiques en les primeres descripcions de la síndrome de Tourette. L'ecolàlia també es presenta a l'afàsia, l'esquizofrènia, la demència, la catatonia, l'epilèpsia, després de l'infart cerebral (accident cerebrovascular), lesions cerebrals tancades, en nens cecs, nens amb deficiències de llenguatge, així com en determinats nens neurotípics en desenvolupament. Altres trastorns associats amb l'ecolàlia són la malaltia de Pick, la demència frontotemporal, la degeneració corticobasal, la paràlisi supranuclear progressiva, així com el trastorn generalitzat del desenvolupament.
L'ecolàlia és freqüent en l'afàsia sensorial transcòrtica, i el pacient incorpora les seves paraules o frases a la seva pròpia resposta. Encara que aquests pacients no tenen comprensió lingüística, encara són capaços de llegir.

## Correlacions anatòmiques
L'ecolàlia pot ser el resultat del dany de l'hemisferi esquerre. En danys específics al lòbul frontal de l'hemisferi esquerre s'ha relacionat amb una «ecolàlia forçada». S'han produït casos d'ecolàlia després de lesions del lòbul frontal medial esquerre i àrees motores suplementàries.
L'«ecolàlia no intencionada» o «ecolàlia no funcional» mostra similituds amb el comportament d'imitació que es veu després de la desinhibició de la xarxa frontal, probablement relacionada amb les neurones mirall.
En els casos en què l'ecolàlia forma part de l'afàsia transitòria mixta, l'àrea del llenguatge perisilviana roman intacta, però els voltants de les associacions del còrtex anterior i posterior pateixen infart o degeneració.

## Imitació i aprenentatge
L'ecolàlia és comuna en nens petits que comencen a parlar. L'ecolàlia és una forma d'imitació. La imitació és un component útil, normal i necessari de l'aprenentatge social: l'aprenentatge imitatiu es produeix quan «l'observador adquireix nous comportaments a través de la imitació» i la imitació o la imitació automàtica es produeix quan un «comportament recreat es basa en els patrons motors (o vocals) prèviament adquirits».
Ganos et al (2012) defineixen l'ecolàlia com una «acció imitativa automàtica sense consciència explícita». Els nens solen balbotejar primer les síl·labes i eventualment les paraules que escolten. Per exemple, un nadó sol escoltar la paraula «barba» en diverses frases; el nadó la repeteix per primera vegada amb només síl·labes com «ba-ba», però a mesura que progressen les seves habilitats lingüístiques, el nen eventualment podrà dir la paraula «barba».
L'ecolàlia cada cop és menys freqüent a mesura que es desenvolupen les habilitats lingüístiques del nen. No es pot distingir l'aprenentatge imitatiu de l'ecolàlia que es produeix com a part del desenvolupament normal a partir de la imitació automàtica o de l'ecolàlia característica d'un trastorn fins a l'edat de tres anys, quan es desenvolupa una habilitat per a l'autoregulació. Es pot sospitar un trastorn si la imitació automàtica persisteix més enllà dels tres anys.

## Funció
En el passat, l'ecolàlia era considerada com un comportament negatiu i no funcional. No obstant això, investigadors com Barry Prizant i els seus col·legues han destacat la funció comunicativa de l'ecolàlia. Entre les funcions comunicatives esmentades s'inclouen el torn de paraula, la sol·licitud de la paraula, l'autoregulació i l'assaig per facilitar la comprensió.
L'ecolàlia es pot classificar com a comunicativa (dins del context i amb «finalitat comunicativa aparent») versus semicomunicativa (un «significat comunicatiu poc clar»).
L'ús de l'ecolàlia en la resposta de tasques per facilitar la generalització és una àrea que té molt de futur. La recerca en aquesta àrea és, sens dubte, necessària. Marjorie H. Charlop va realitzar una sèrie d'experiments de tasques amb nens autistes. Els resultats suggereixen que potser en determinades tasques (és a dir, l'etiquetatge receptiu), l'ecolàlia no s'hauria d'eliminar, sinó que es pot aprofitar, ja que podria facilitar l'adquisició i la generalització dels nens autistes.

### Síndrome de Tourette
L'ecolàlia i l'ecopràxia són tics distintius de la síndrome de Tourette. Les repeticions ecolàliques de les persones amb síndrome de Tourette són principalment repeticions dins del seu propi «repertori de tics». L'evidència apunta a un sistema de neurona mirall saludable, però «un mecanisme de control d'imitació inadequat que els fa vulnerables a les interferències».

### Autisme
S'estima que fins al 75% de les persones incloses dins de l'espectre autista (TEA) han mostrat ecolàlia. Un símptoma d'alguns nens amb TEA és la lluita per produir un discurs espontani. Els estudis han demostrat que, en alguns casos, l'ecolàlia s'utilitza com a mecanisme de defensa que permet que una persona amb autisme participi en una conversa quan no pugui produir discursos espontanis.
Els estudis de la dècada del 1980 van demostrar que hi pot haver intencions comunicatives amb ecolàlia retardada, «depenent del context en què es produeixi»; aquesta investigació sobre nens amb autisme «va plantejar qüestions relacionades amb programes de modificació del comportament que van defensar la revocació o substitució de la ecolàlia immediata».
Uta Frith, Prizant i altres han interpretat l'ecolàlia com a prova de processament «gestalt» en nens amb autisme, inclòs en l'adquisició del llenguatge. Tanmateix, un estudi de 1990 sobre l'adquisició de gramàtica per Tager-Flusberg i Calkins va trobar que l'ecolàlia no facilitava el desenvolupament gramatical en nens amb autisme.